# La Espiga (escultura)
La Espiga se refiere a dos esculturas, echas en acero al carbón, por el escultor mexicano Rufino Tamayo.

## Ciudad Universitaria UNAM, Ciudad de México
Esta pieza original se encuentra en el campus de la Universidad Nacional Autónoma de México, en Ciudad de México, fue inaugurada durante la renovación del espacio del Museo Universitario Arte Contemporáneo (MUAC). Tiene 18 metros de altura.

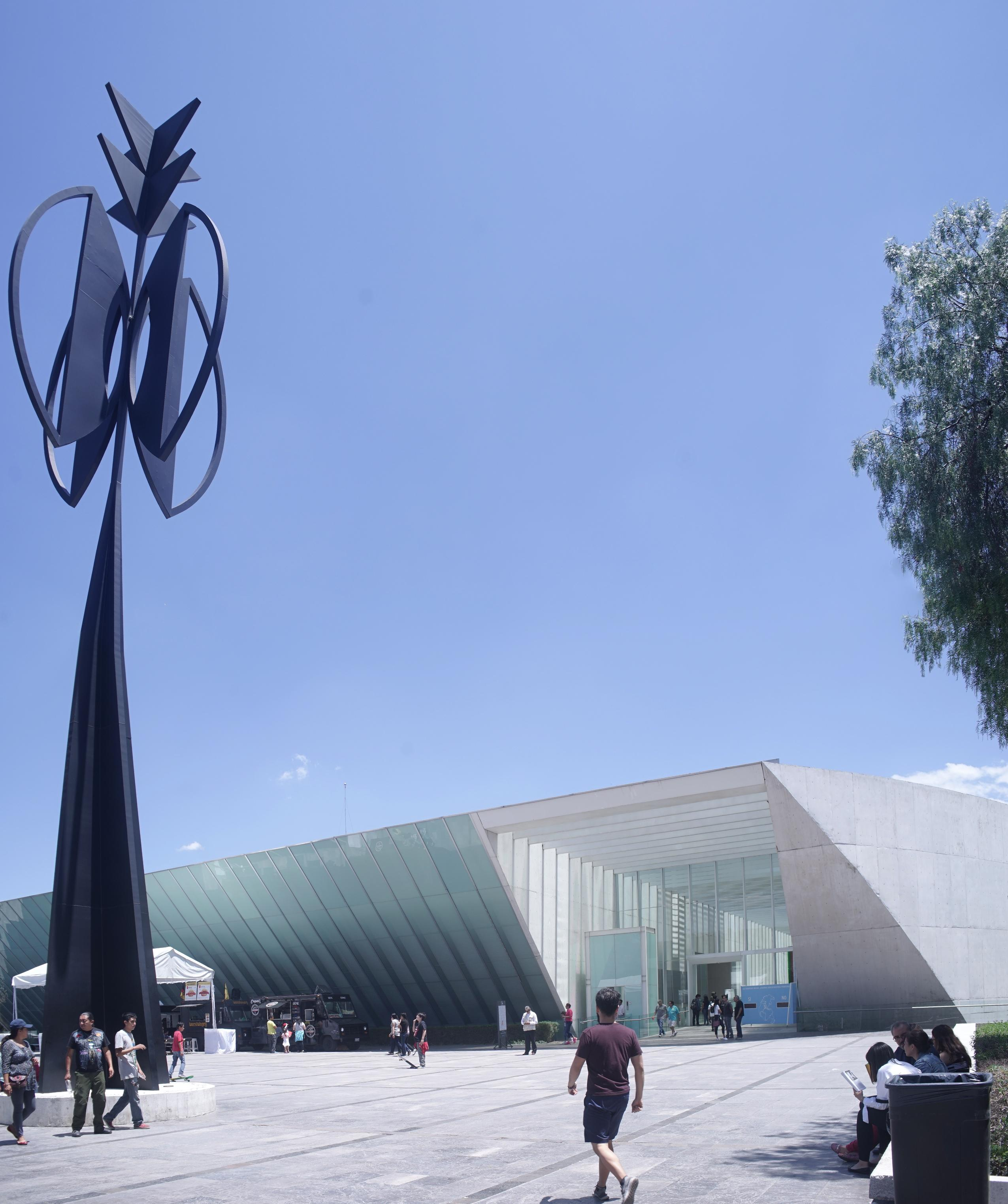
La espiga, en el MUAC

## Oviedo, Asturias
Se encuentra situada en la ciudad de Oviedo, Principado de Asturias, España, ubicada en un espacio ajardinado de la losa sobre la avenida de Santander y enfrente de la estación ferroviaria de Renfe.

Esta réplica en Oviedo está datada en 2010.y es una réplica a menor tamaño (~3m), realizada igualmente de acero al carbón que fue instalada en el año 1980 en la UNAM. Esta pieza es una donación de la mencionada Universidad (la cual había recibido el Premios Príncipe de Asturias de Humanidades en el año 2009) al Ayuntamiento de Oviedo, con la intención de remarcar la presencia de lo que representa la universidad mexicana en España.

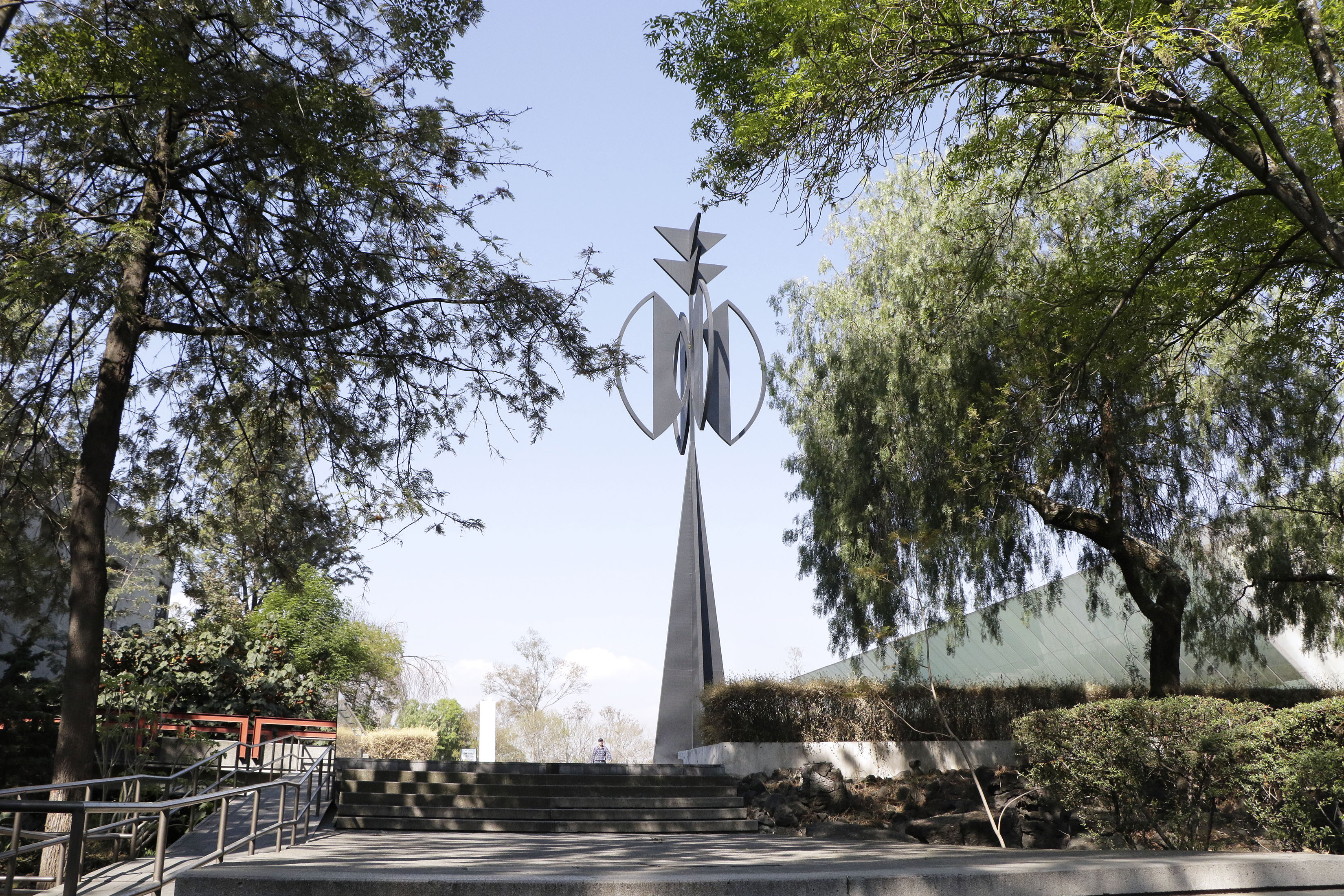
La Espiga ubicada en la UNAM, Ciudad de México.

A través de la obra el autor parece que trata de representar la importancia de la universidad y el conocimiento para la difusión cultural.